# Summit za demokraciju
Summit za demokraciju virtualni je summit u organizaciji Sjedinjenih Američkih Država koji se održao 9. i 10. prosinca 2021. godine. Summit je sazvao američki predsjednik Joe Biden. Istaknuti cilj organizatora je „obnova demokracije kod kuće i suočavanje sa autokratijom u inozemstvu“. Tri specifične teme summita su odbrana od autoritarizma, rješavanje i borba protiv korupcije kao i promoviranje poštovanja ljudskih prava. Međunarodna programska ravnateljica za građanski angažman u Fondaciji Ford Helena Hofbauer Balmori istakla je kako je tijekom posljednjih 10 godina, a posebice posljednjih pet godina, demokraciji učinjena znatna šteta i da je demokratsko nazadovanje u tom razdoblju činjenica. Dok su neki kritičari opisali događaj kao geopolitički motivirano okupljanje, nisu svi američki saveznici pozvani da sudjeluju uz izostanak poziva Turskoj, Saudijskoj Arabiji, Ujedinjenim Arapskim Emiratima, Mađarskoj i uz zakasnjeli i naknadni poziv Poljskoj. Freedom House je od zemalja pozvanih na summit njih 77 kategorizirao kao slobodne, 31 kao djelomično slobodne i 3 kao neslobodne režime.

## Galerija
- Američki državni tajnik Antony J. Blinken.
- Predsjednik Ekvadora Guillermo Lasso.

## Kritike
Summit o demokraciji izazvao je kontroverze jer su s popisa pozvanih izostavljene i Rusija, Kina i Mađarska, a na preliminarnim popisu nisu bile ni Srbija, Kosovo, Bosna i Hercegovina. Kosovo i Srbija su međutim naknadno uvrštene. Organizator nije eksplicitno prozvao Kinu i Rusiju za stanje demokracije, ali je njihov izostanak sa summita kao i izostanak poziva bio vrlo uočljiv. Kineski i ruski veleposlanici u Washingtonu osudili su odluku o isključenju njihovih zemalja iz ovoga događaja. Ministar vanjskih poslova Kube Carlos Fernandez de Cossio istakao je kako događaj „ilustrira američku slabost i nesposobnost za izdržavanje kritika svoje vanjske politike u Ujedinjenim narodima“.